# 로이 레이먼드
로이 레이먼드(Roy Raymond, 1947년 4월 15일 ~ 1993년 8월 26일)는 미국의 사업가이며, 란제리 브랜드 빅토리아 시크릿의 창업자이다.
1977년 6월 12일, 아내의 란제리를 사려고할 때 뻘줌함을 느꼈던 경험을 바탕으로 공공 백화점인 스탠퍼드 쇼핑 센터에 처음으로 빅토리아 시크릿 가게를 열었다. 첫 해에 50만 달러 이상을 벌어들였다. 그리고 통신 판매를 했고 세 개 지점을 더 냈다. 1982년, 브랜드를 낸 지 5년이 되던 해에 빅토리아 시크릿을 더 리미티드의 창업자인 렉스 웩스너에게 약 100만 달러에 팔았다. 1990년대 초, 빅토리아 시크릿은 미국에서 가장 큰 란제리 브랜드로 성장한다.
1984년, 로이는 65만 파운드를 투자해 고급 어린이 용품 기업 "마이 차일즈 데스티니"(My Child's Destiny)를 만들었으나 사업은 실패하게 된다.
1993년 8월 26일, 금문교에서 투신 자살을 기도해 46세의 나이로 사망한다. 자살한 당시 아내와 이혼한 상태였고, 전 아내가 밝히길 사업 실패로 우울증을 겪고 있었다고 한다.